# Sandhamnsgatan

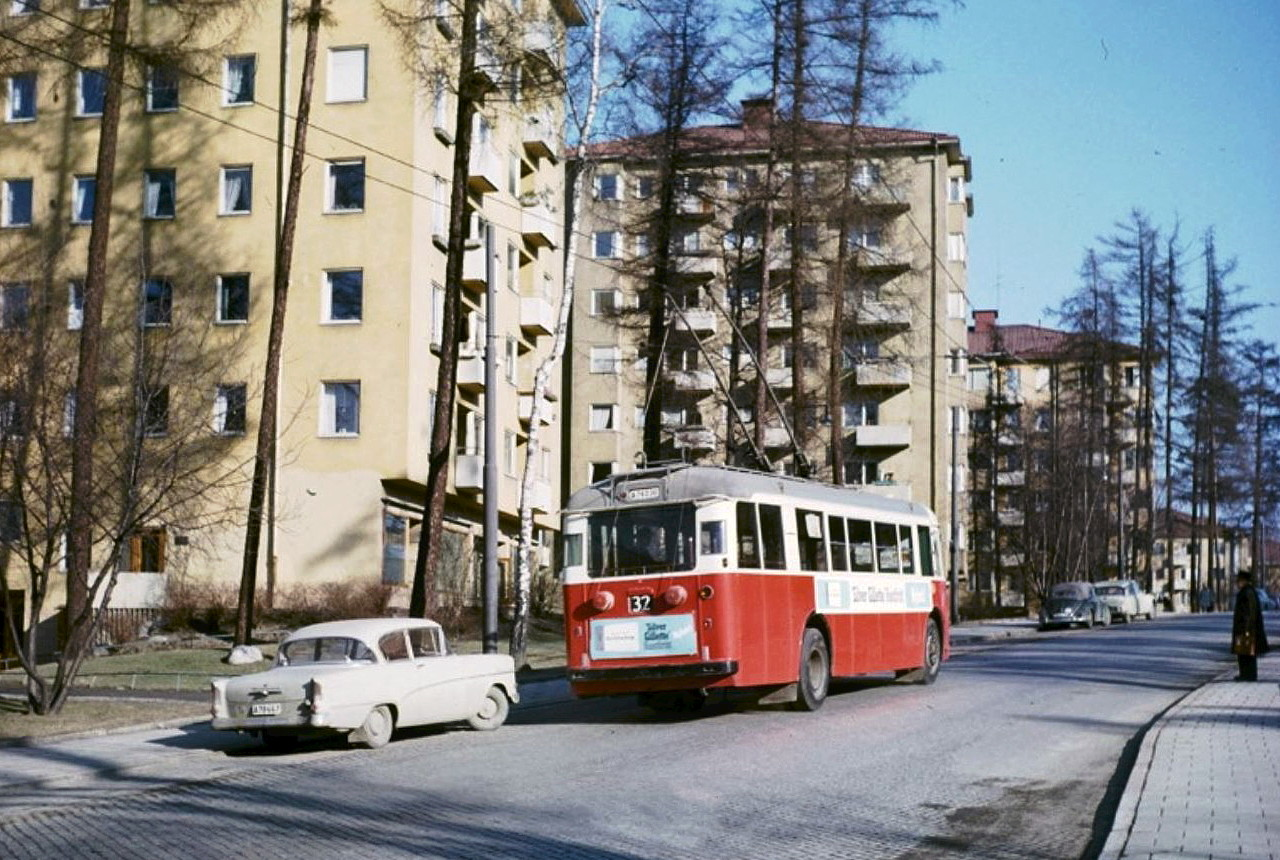
Sandhamnsgatans norra del 1964.

Sandhamnsgatan är en gata i stadsdelen  Gärdet i Stockholm. Gatan sträcker sig från Värtavägen i norr till Lindarängsvägen i söder. Infart för vägtrafik norrifrån sker dock från Tegeluddsvägen. Gatunamnet antogs 1931 och faller under kategorin ”skärgårdsnamn”. 

## Beskrivning
Sandhamnsgatans norra del sträcker sig genom bostadsområden med punkthus uppförda på 1940- och 1960-talen efter ritningar av arkitekterna Björn Hedvall respektive Paul Hedqvist. Vid gatans södra del finns kontorshus på östra sidan och Gärdets sportfält på den västra. Här ligger Kampementsbadets bassängbad som invigdes 1962. Ursprungligen var den södra delen av Sandhamnsgatan ett renodlat område för kontor och lätt industri. 
De senaste åren har kontor ersatts av bostäder. Byggnader har byggts om eller rivits och ersatts av nya bostadshus. Här finns bland annat det tidigare kontorshuset Tegeludden 11 som nominerades till Årets Stockholmsbyggnad 2012 och flerbostadshuset 79&Park som nominerades till Årets Stockholmsbyggnad 2019.

## Bilder

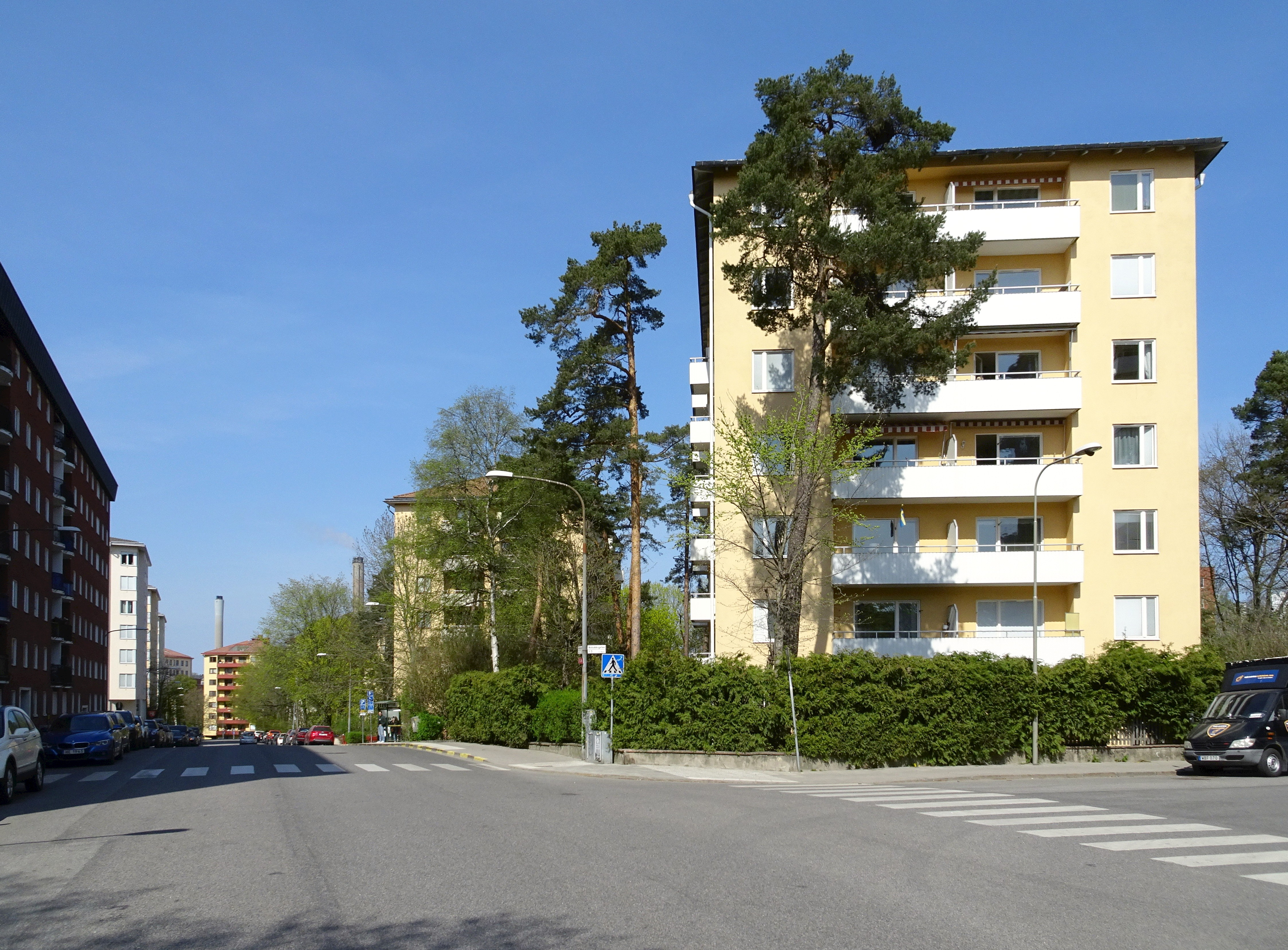
Sandhamnsgatan norrut vid Rökubbsgatan, 2019.
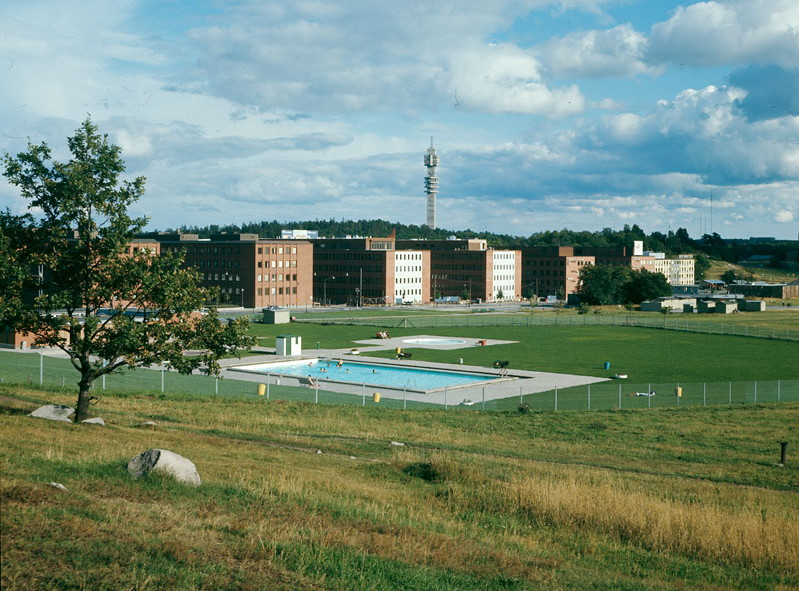
Kampementsbadet, 1967 med Sandhamnsgatan i bakgrunden.
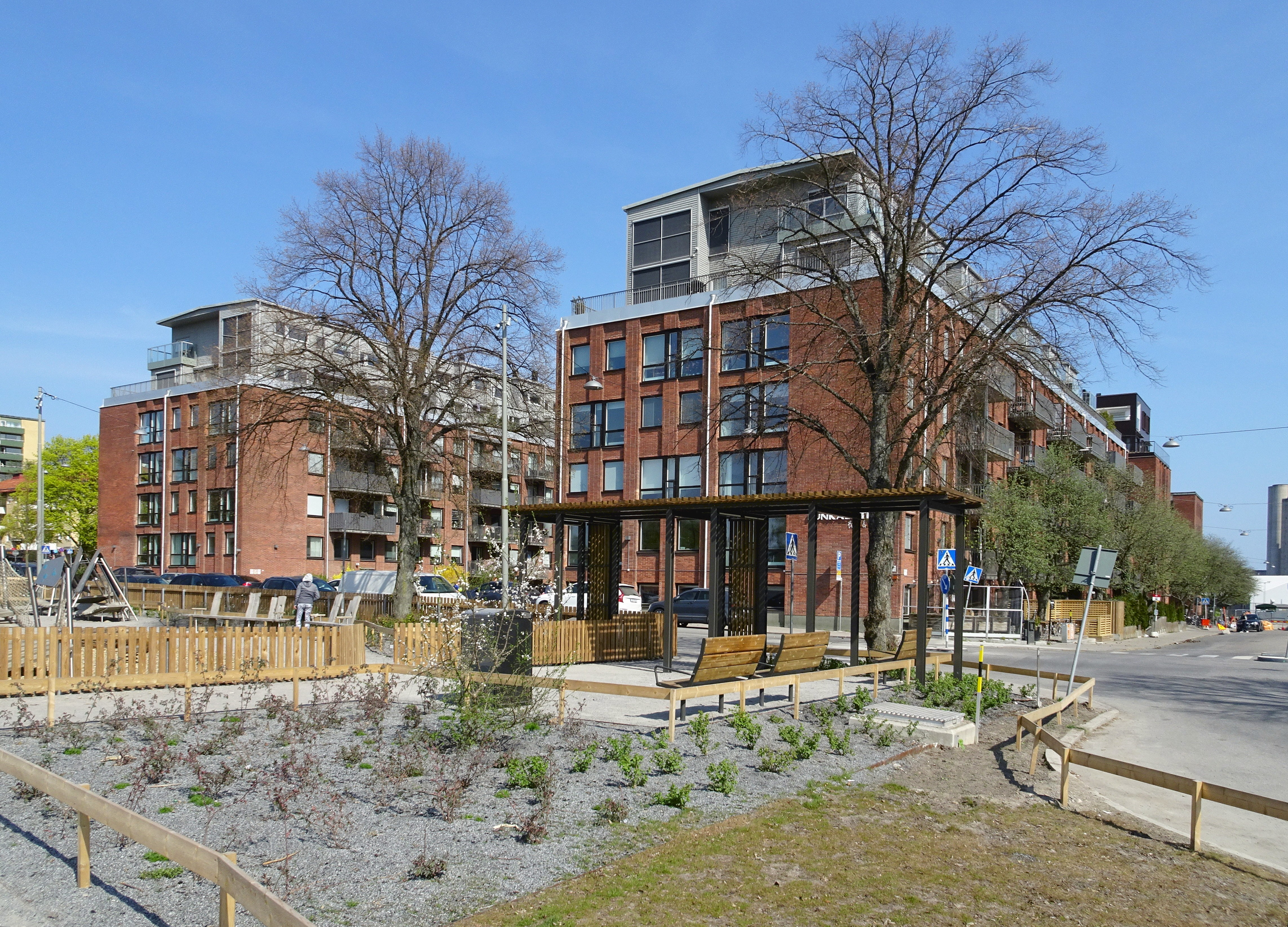
Fastigheten Tegeludden 11, Sandhamnsgatan 47–53.
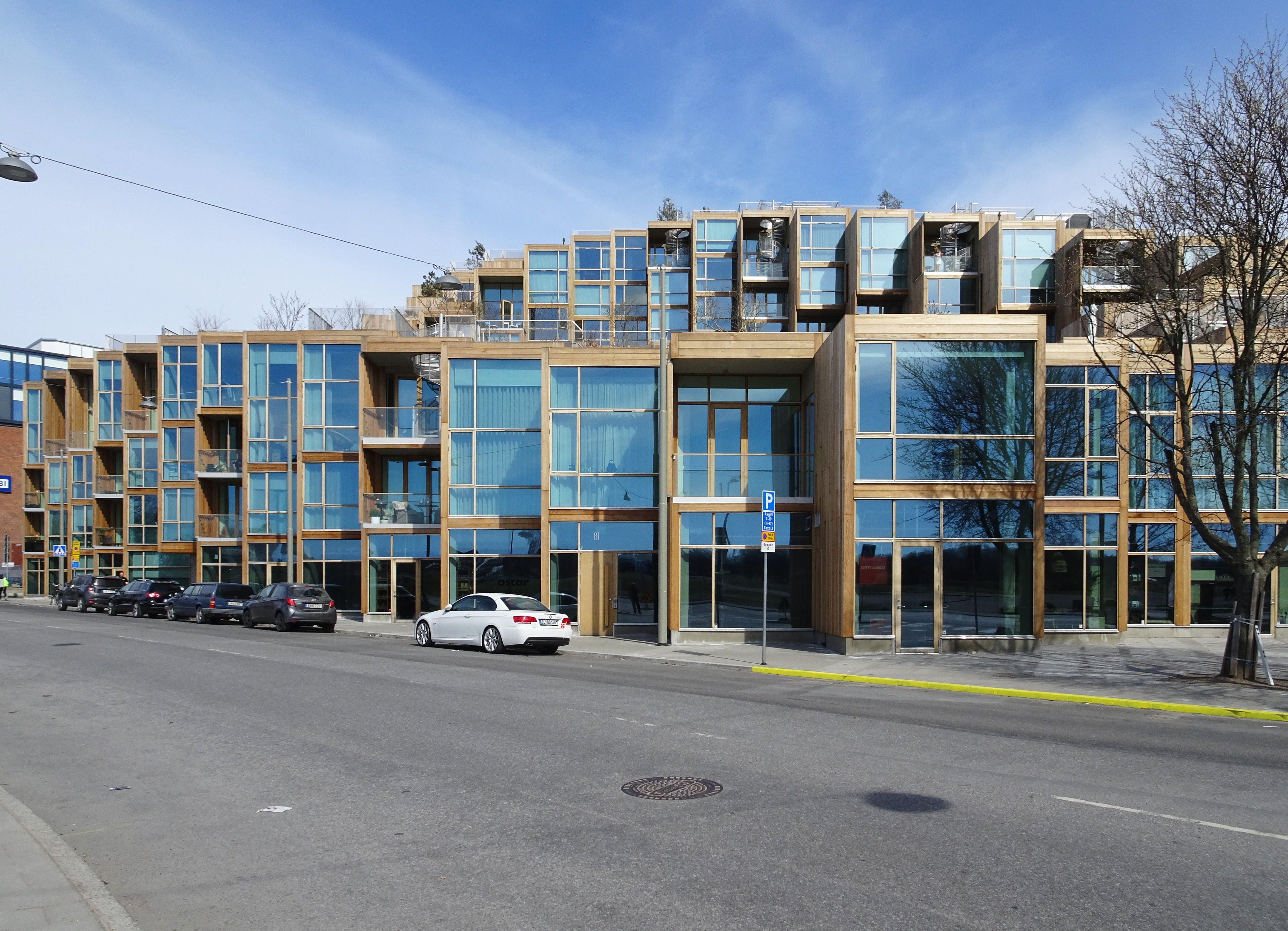
79&Park, Sandhamnsgatan 79–83.